# Elipneustes
Elipneustes is een geslacht van zee-egels uit de familie Eurypatagidae.

## Soorten
- Elipneustes denudatus (Koehler, 1914)
- Elipneustes rubens (Koehler, 1914)